# Lætur mig
Lætur mig è un singolo della cantante islandese GDRN, pubblicato il 18 giugno 2018 come secondo estratto dal primo album in studio Hvað ef.

## Descrizione
Terza traccia del disco, Lætur mig, che vede la partecipazione del rapper islandese Floni, è stato descritto come un brano pop. È stato riconosciuto all'Íslensku tónlistarverðlaunin nelle categorie di canzone pop dell'anno e video musicale dell'anno.

## Video musicale
Il video musicale, reso disponibile in concomitanza con l'uscita del brano, è stato diretto da Ágúst Elí.

## Tracce
Testi e musiche di Guðrún Ýr Eyfjörð Jóhannesdóttir, Friðrik Róbertsson, Bjarki Sigurðarson e Teitur Helgi Skúlason.
1. Lætur mig (feat. Floni) – 3:45

## Formazione
- GDRN – voce
- Floni – voce aggiuntiva
- Ratio – produzione

## Classifiche

### Classifiche settimanali
| Classifica (2021) | Posizione massima |
| ----------------- | ----------------- |
| Islanda           | 39                |

### Classifiche di fine anno
| Classifica (2019) | Posizione |
| ----------------- | --------- |
| Islanda           | 86        |